# Parascopas sanguineus
Parascopas sanguineus är en insektsart som beskrevs av Bruner, L. 1910. Parascopas sanguineus ingår i släktet Parascopas och familjen gräshoppor. Inga underarter finns listade i Catalogue of Life.